# J9系列
「J9系列」（J9シリーズ），為1981年10月－1984年1月，約2年3個月的期間於東京電視台所播出的三部巨大機械人動畫系列之總稱，並且均由動畫工作室「國際映畫社」（現已倒閉，本系列作品相關版權後轉移至动画国际公司）所製作。台灣則在1990年代後期，曾於學者喜福日片台、東視綜合台、CM-TV等有線頻道中陸續播映過本系列作品。

## 概要
本系列三部作品中的共通點，是均有以「J9」為名或是被人如此稱呼的團隊登場。而各作品的時空背景亦有其關聯性、第二作為第一作的600年後，第三作則以第二作的200年後作為舞台（但在電玩遊戲《超級機械人大戰GC》中，則將《銀河旋風突擊隊》的宇宙騎兵隊J9設定為地球出身，銀河烈風隊與JJ9則為其他星系出身）。
另外，三部作品的人物設定均由小松原一男負責，主角群的配音陣容，均由盐泽兼人、曾我部和行、麻上洋子、森功至等聲優固定擔任（後因盐泽、曾我部兩位聲優先後過世，因此電玩「超級機械人大戰」系列中J9系列塩沢的角色由山崎たくみ頂替，曾我部的角色則以置鮎龍太郎代演）。
全系列作品的主題歌，均由山本正之作曲。
系列標題「J9」的由來，則是因為擔任同系列的原案與劇本統籌的編劇山本優，對當時索尼所推出的Betamax錄影機頂級機種「SL-J9」相當心動然而又買不起之緣故，結果將本系列作品的總標題以此命名。
另外本系列在作畫層面上則多半外包給多家韓國工作室，包括「大元動畫」、「世映動畫」、「教育動畫」（系列中期起，改為以世映動畫與教育動畫兩家工作室為主）來負責，並由負責實質動畫製作的東映動畫（但在片中工作人員字幕並未列名）方面派遣菊池城二前往指導。其中包括大元動畫的大木雪享（本名：朴雪享）、塩沢洪世／塩沢洪大（本名：洪在鎬）兩位成員，且擔任系列中前兩部作品的主力作畫監督職務。

## 主要作品
- 《銀河旋風》（銀河旋風ブライガー，1981年10月－1982年6月）
- 《銀河烈風》（銀河烈風バクシンガー，1982年7月－1983年3月）
- 《銀河疾風》（銀河疾風サスライガー，1983年4月－1984年1月）

## 小說版
- （ソノラマ文庫）銀河旋風ブライガー　著者：山本優

由朝日ソノラマ出版。描述TV版完結篇之後，離開太陽系的J9故事。